# Drew Karpyshyn
Drew Karpyshyn (in ucraino Карпишин?; Edmonton, 28 luglio 1971) è uno scrittore, sceneggiatore e autore di videogiochi canadese, noto per il suo lavoro principalmente su svariati videogiochi BioWare.

## Biografia

### Inizi in BioWare e WOTC
Nato ad Edmonton, da padre di origini ucraine, Drew ha vissuto per molto a Saint Albert. Negli anni 90, Karpyshyn, lavorò per molto tempo in una banca, finché una notte non ebbe un incidente con l'auto e durante la convalescenza ebbe modo di riflettere, e decise di tornare a studiare per completare un corso che aveva lasciato tempo prima. Ottenne, in 2 anni, un Bachelor of Arts e partecipò anche al telequiz Jeopardy!, poco prima di unirsi nel 2000 alla software house BioWare.
All'interno di BioWare, Drew, contribuì in minima parte a Baldur's Gate II: Shadows of Amn e all'espansione Baldur's Gate II: Throne of Bhaal; mentre svolse il ruolo principale nello scrivere la sceneggiatura di Neverwinter Nights e Star Wars: Knights of the Old Republic. Contemporaneamente si unì anche a Wizards of the Coast e pubblicò nel 2001 il suo primo romanzo, Temple Hill, e un secondo dedicato alla serie di Baldur's Gate, Throne of Bhaal.

### Mass EffecteStar Wars
Lavorò anche alla sceneggiatura dell'action RPG Jade Empire e pubblicò un anno dopo il suo primo romanzo dedicato a Guerre stellari, Star Wars - Darth Bane - Il sentiero della distruzione. Karpyshyn svolse anche un ruolo essenziale nella scrittura dell'acclamato action RPG Mass Effect, e pubblicò nello stesso anno di uscita del videogioco un libro dedicato, Mass Effect: Revelation, e un altro dedicato all'universo di Guerre stellari, Star Wars - Darth Bane - La regola dei due.
Nel 2008 pubblicò il secondo romanzo dedicato alla serie di Mass Effect, Mass Effect: Ascension, e l'anno successivo pubblicò anche Star Wars - Darth Bane - La dinastia del male. Contemporaneamente scrisse anche la sceneggiatura del seguito di Mass Effect, Mass Effect 2, che uscì nel 2010 e venne acclamato dalla critica e dal pubblico. Lo stesso anno pubblicò anche il terzo romanzo della serie, Mass Effect: Retribution. Successivamente scrisse anche la sceneggiatura dell'MMORPG Star Wars: The Old Republic, che uscì nel 2011, al quale seguirono 2 romanzi, Star Wars: The Old Republic: Revan e Star Wars: The Old Republic: Annihilation.
Nel 2012, Drew, decise poi di lasciare BioWare per dedicarsi a progetti esclusivamente personali.

### La trilogiaChaos Borne ritorno in BioWare
Una volta lasciata la software house, Karpyshyn, iniziò la scrittura di 3 romanzi fantasy, componenti di quella che chiamò Chaos Born Trilogy, pubblicati dal 2013 al 2015. Dopo la pubblicazione di questa trilogia, Drew, decise di tornare a lavorare nuovamente in BioWare.

## Videogiochi
- Baldur's Gate II: Shadows of Amn — (2000)
  - Baldur's Gate II: Throne of Bhaal — (2001)
- Neverwinter Nights — (2002)
  - Neverwinter Nights: Orde dal Sottosuolo — (2003)
- Star Wars: Knights of the Old Republic — (2003)
- Jade Empire — (2005)
- Mass Effect — (2007)
- Mass Effect 2 — (2010)
- Star Wars: The Old Republic — (2011)
- Anthem — (2019)

## Romanzi
- Temple Hill — (2001)

### Baldur's Gate
- Baldur's Gate II: Throne of Bhaal — (2001)

### Mass Effect
- Mass Effect: Revelation — (2007)
- Mass Effect: Ascension — (2008)
- Mass Effect: Retribution — (2010)

### Star Wars
- Star Wars - Darth Bane - Il sentiero della distruzione — (2006)
- Star Wars - Darth Bane - La regola dei due— (2007)
- Star Wars - Darth Bane - La dinastia del male— (2009)
- Star Wars: The Old Republic: Revan— (2011)
- Star Wars: The Old Republic: Annihilation — (2012)

### The Chaos Born
- Children of Fire — (2013)
- The Scorched Earth — (2014)
- Chaos Unleashed — (2015)